# Echthromorpha gnathon
Echthromorpha gnathon är en stekelart som beskrevs av Krieger 1909. Echthromorpha gnathon ingår i släktet Echthromorpha och familjen brokparasitsteklar. Utöver nominatformen finns också underarten E. g. tridens.